# Karl Damschen

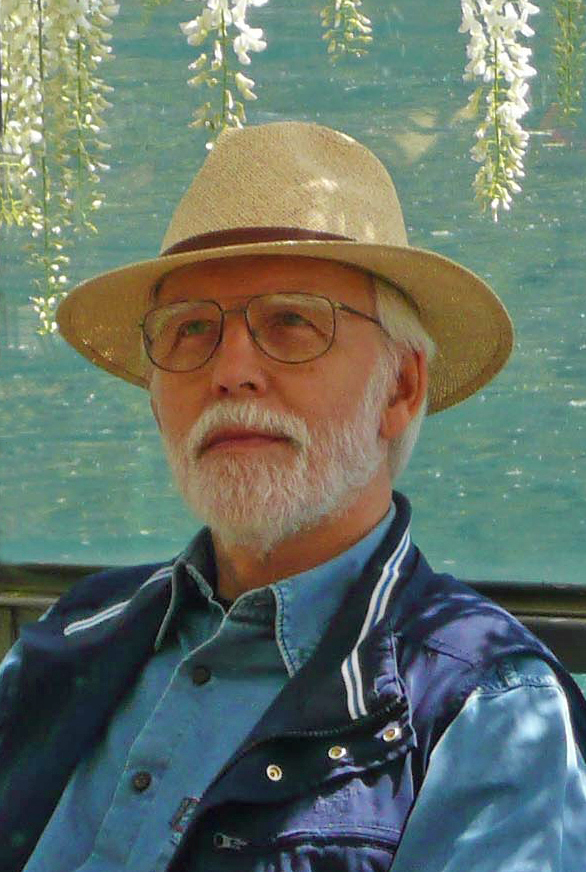
Karl Damschen

Karl Damschen (* 15. Juli 1942 in Gelsenkirchen) ist ein deutscher Architekt, der in der Schweiz und in Kerala, Indien, tätig ist. Seine Gebäude sind begründet in den klimatischen und geschichtskulturellen Gegebenheiten der jeweiligen Orte, und sie sind von Bedeutung für die Anerkennung der großen architektonischen Ressourcen Indiens.

## Ausbildung und beruflicher Werdegang
Damschen erhielt 1957 seine erste Ausbildung zum Bauzeichner bei der Firma Mannesmann, gefolgt von einem Praktikum als Maurer und Bauschreiner. 1963 begann er sein Studium an der Staatlichen Ingenieurschule für Bauwesen Kassel (heute Universität Kassel), das er als grad. Ingenieur abschloss. Anschließend studierte er von 1966 bis 1970 bei Paul Friedrich Posenenske an der Staatlichen Hochschule für bildende Künste Kassel (heute Universität Kassel) und erhielt 1970 sein Diplom als Architekt HbK.

### Schweiz
Nach seiner Ausbildung arbeitete Damschen von 1971 bis 1981 als Abteilungsleiter und Mitglied im Verwaltungsrat der Helfer Architekten AG in Bern, Schweiz. Unter seiner Leitung entstanden eine Reihe von Wohn- und Geschäftshäusern; das bekannteste Projekt war der neue Firmensitz von Helfer Architekten AG, der komplett in Stahl erstellt wurde. 1982 eröffnete er ein eigenes Architekturbüro, das Architektur Atelier Damschen in Bern (später in Thun), Schweiz. Hier arbeitete er an der Planung des Bürogebäudes der Ascom in Bern.
1985 gründete er zusammen mit Daniel Herren das Büro Herren + Damschen Architekten + Planer AG in Bern. Sie nahmen an mehreren Wettbewerben teil, und sie gewannen u. a. den Architektur-Wettbewerb für den Bau der Hochschule für Technik und Architektur Freiburg und den Ideenwettbewerb Dorfkern Thörishaus.

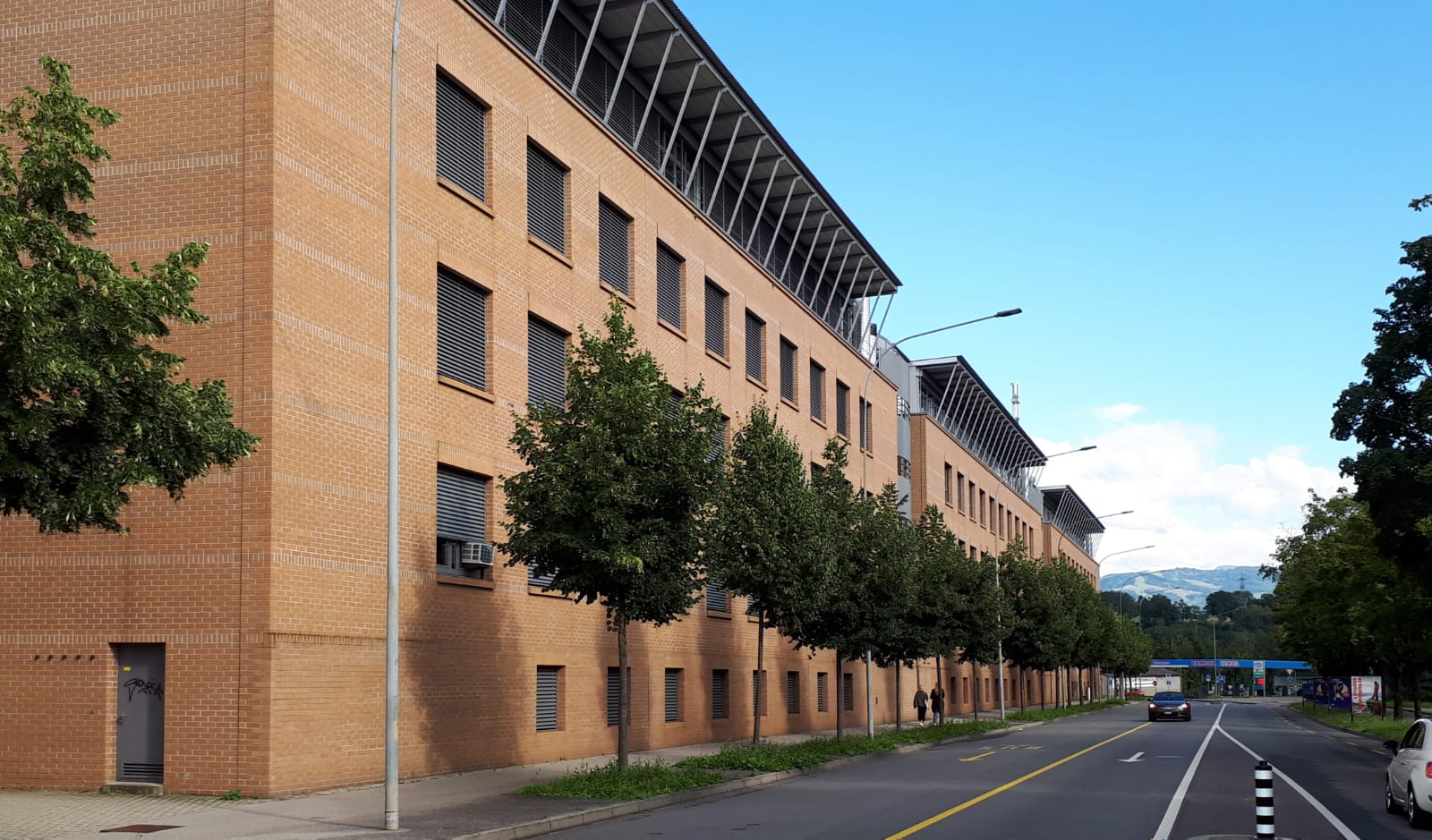
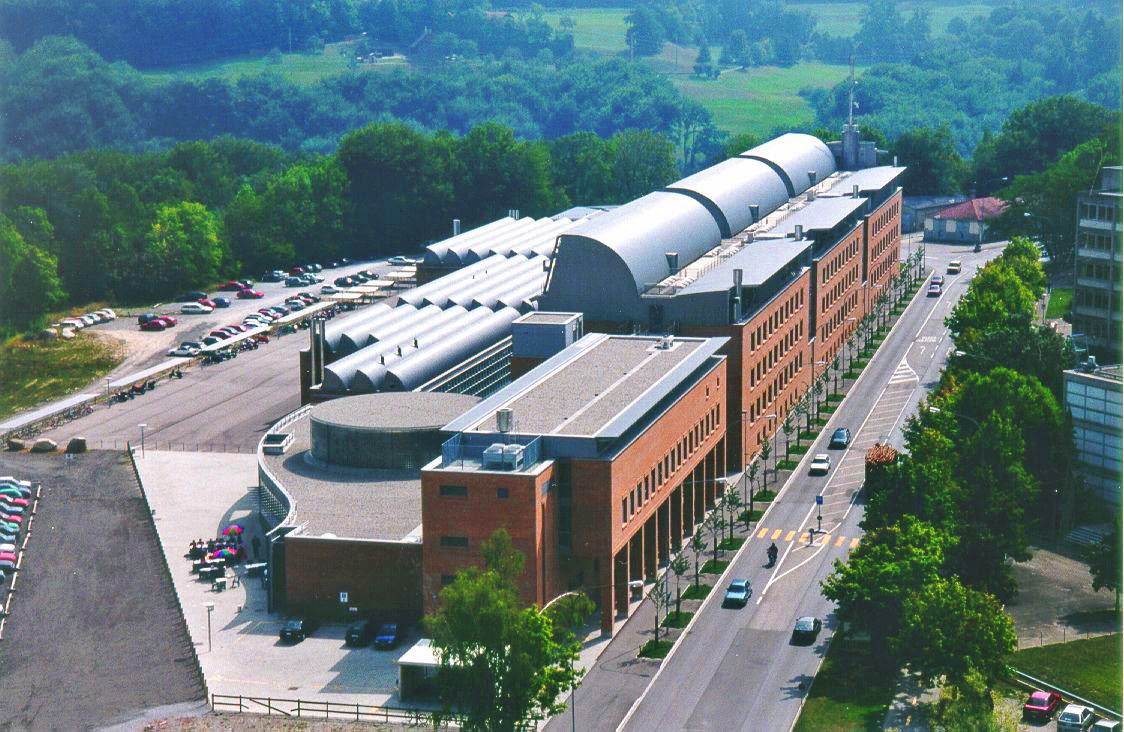
Hochschule für Technik und Architektur Freiburg
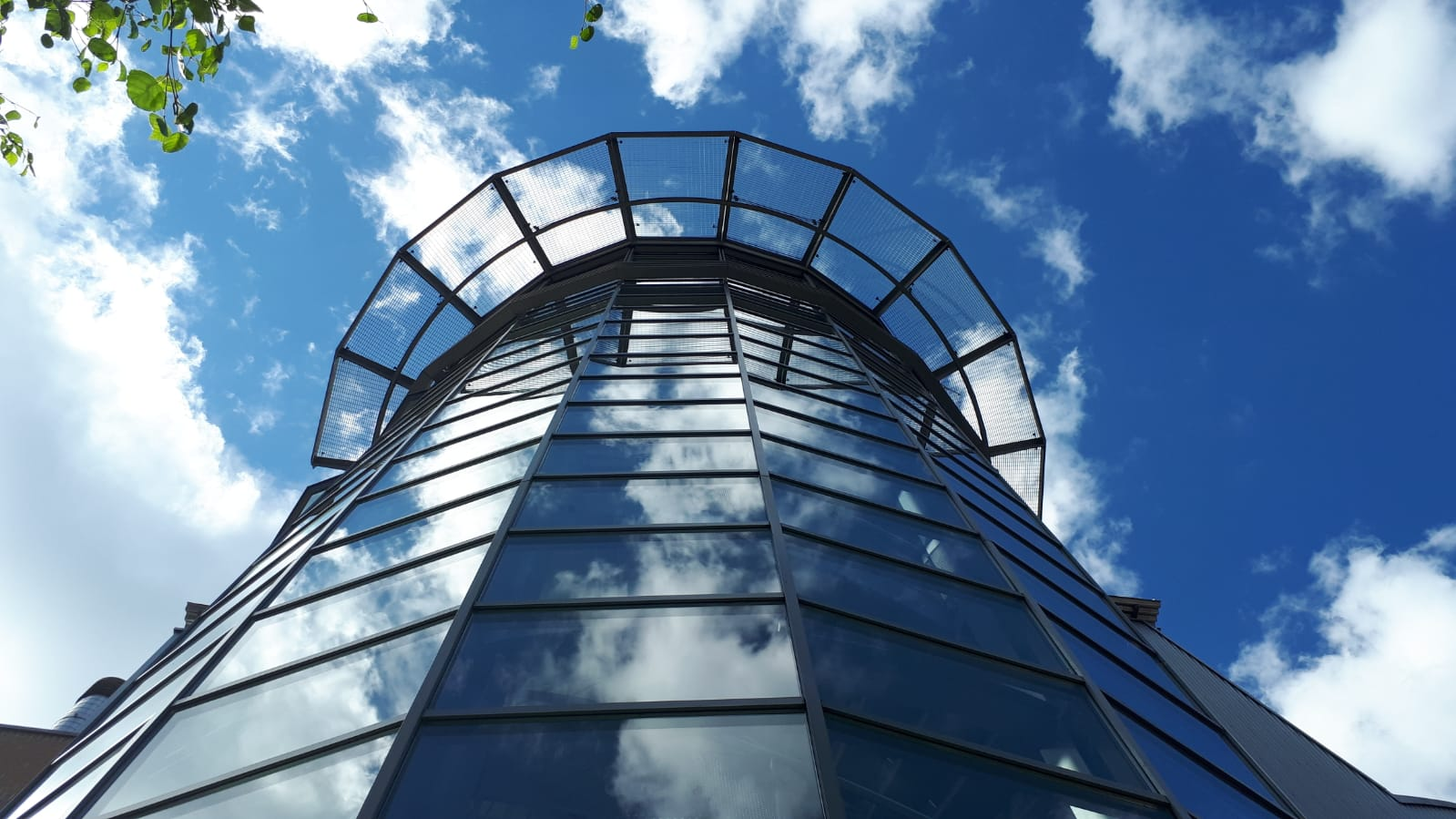

### Indien
Auf einer einjährigen Reise im Jahr 1976 im Wohnmobil nach Indien und Sri Lanka konnte sich Damschen mit der Architektur Indiens eingehend auseinandersetzen. Von 1982 bis 1985 diente sein jeweils mehrmonatiger Aufenthalt im Bundesstaat Kerala, Indien, dem Studium der traditionellen Bautechnik der dortigen hochqualifizierten Zimmerleute und ihrer Werke.
Gefragt nach seinen liebsten Projekten klassischer indischer Architektur, sagte Karl Damschen:

„Sicherlich der hölzerne Padmanabhapuram-Palast wegen seiner subtilen Anpassung an den Ort. Er berücksichtigt auch alle klimatischen und kulturellen Gegebenheiten. Sein Detailreichtum und der Umgang mit dem Innen- und Außenraum machen dieses Gebäude so einzigartig und besonders.“

Seine Faszination für Indien führte dazu, dass er beschloss, als Architekt in Kerala zu arbeiten. Das erste Hotelprojekt, das Damschen in Kerala entwarf, war der Surya Samudra Beach Garden (heute bekannt als Niraamaya Retreats, Kovalam) in den 1980er Jahren, bestehend aus mehreren traditionellen Holzhäusern, die sorgfältig demontiert und vor Ort wieder zusammengesetzt wurden.
Damschen erwarb sich seinen Ruf als Architekturkonservator in Indien durch den Umbau mehrerer denkmalgeschützter und kolonialer Gebäude in Südindien, insbesondere in der alten Hafenstadt Kochi, in der die Portugiesen bereits 1502 ihre erste Handelsniederlassung in Indien gründeten.

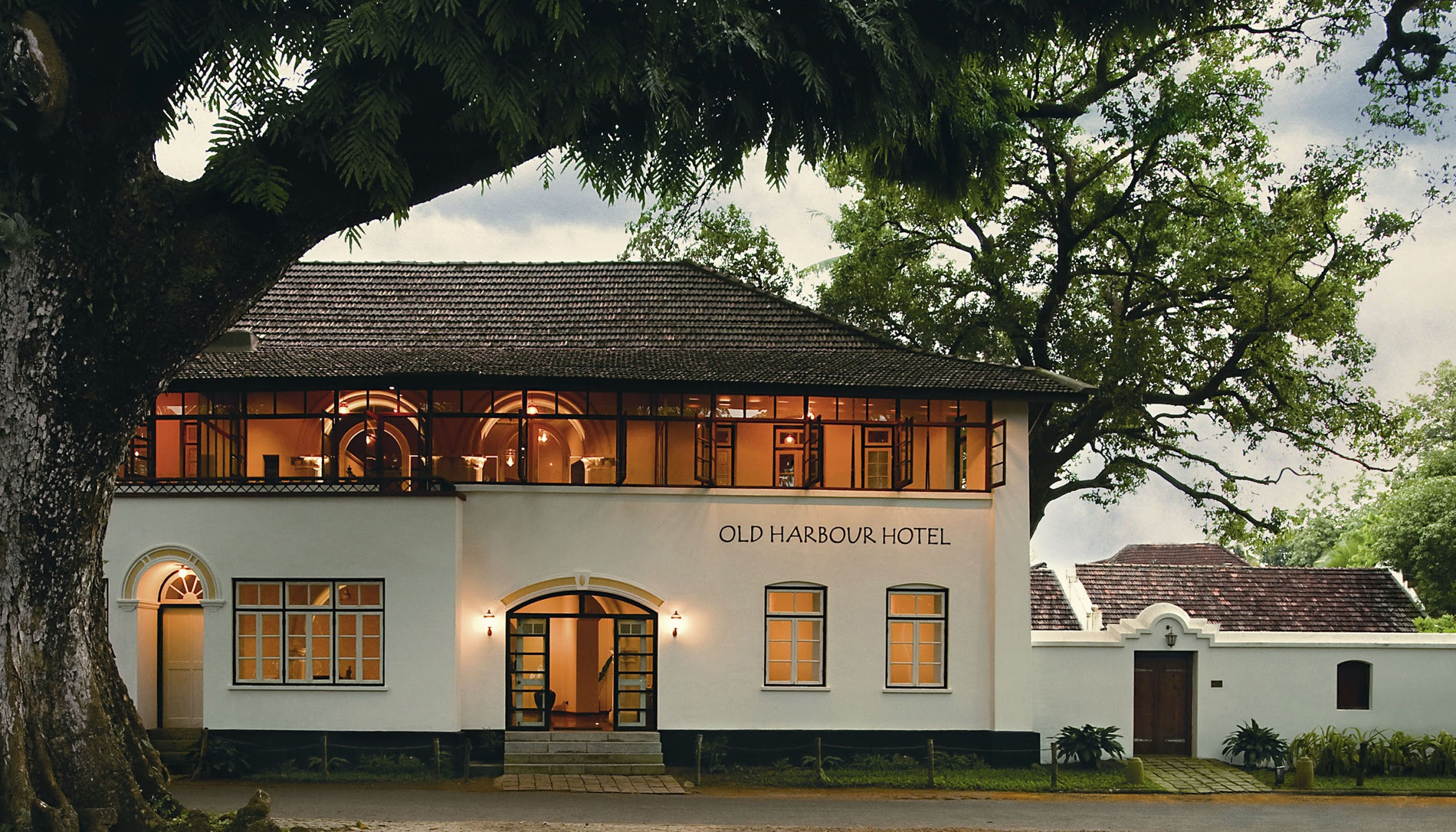
Old Harbour Hotel
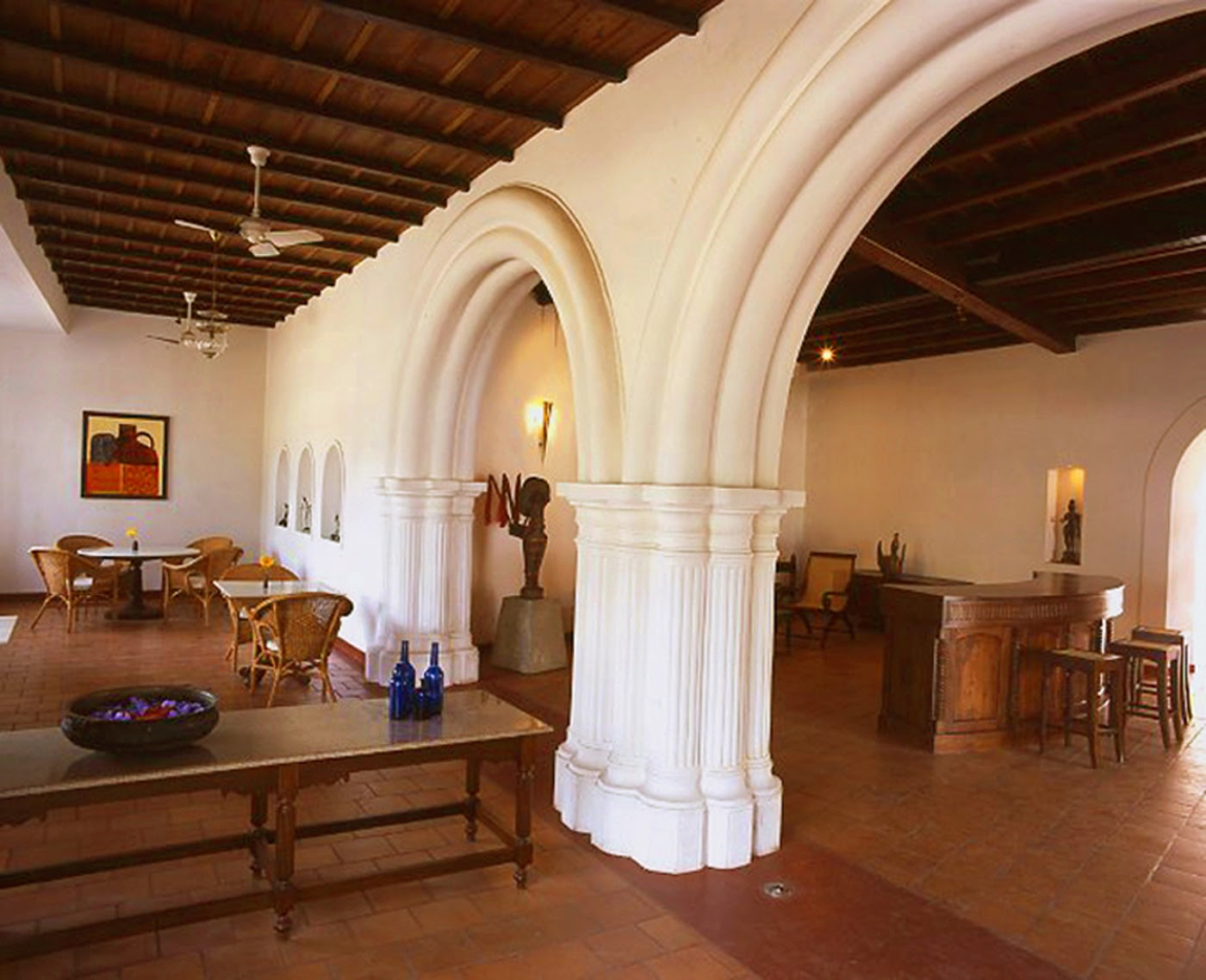
Lobby
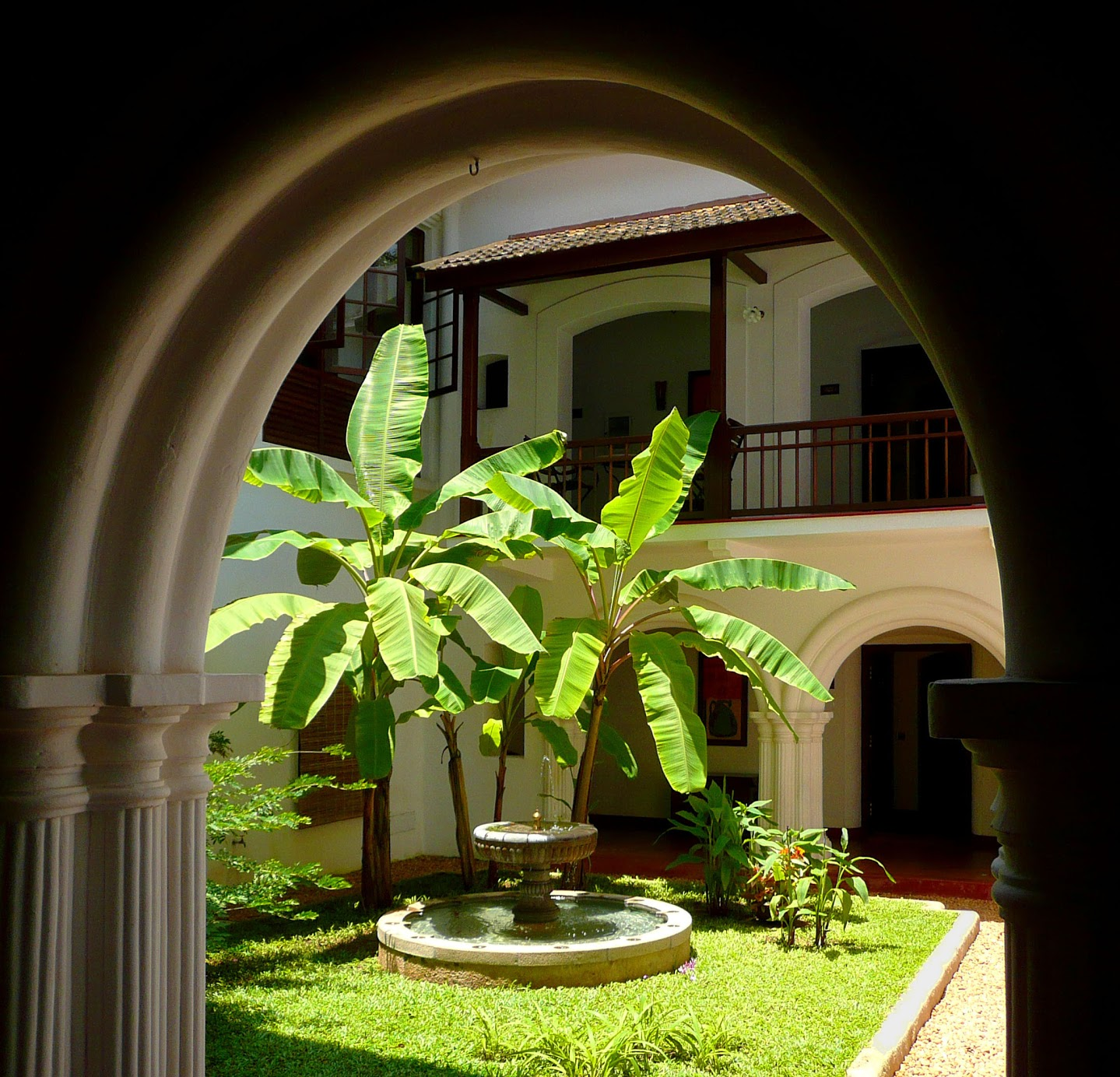
Innenhof

Ein gutes Beispiel dafür ist die Renovierung und der Umbau des Old Harbour Hotel, einem ca. 300 Jahre alten, von den Holländern erbauten Haus. Ein anderes holländisches Gebäude, das einst für den Gewürzhandel in Jew Town, Kochi, genutzt wurde, wurde von Karl Damschen in die Ethnic Passage umgewandelt. Ein weiteres Beispiel ist die Restaurierung der Kashi Art Gallery in Fort Kochi.

Im Jahr 2001 wurde Damschen zum beratenden Architekten des World Monuments Fund, New York, für die Restaurierung des Uhrenturms der 450 Jahre alten Paradesi-Synagoge in der historischen Jewtown in Kochi ernannt.

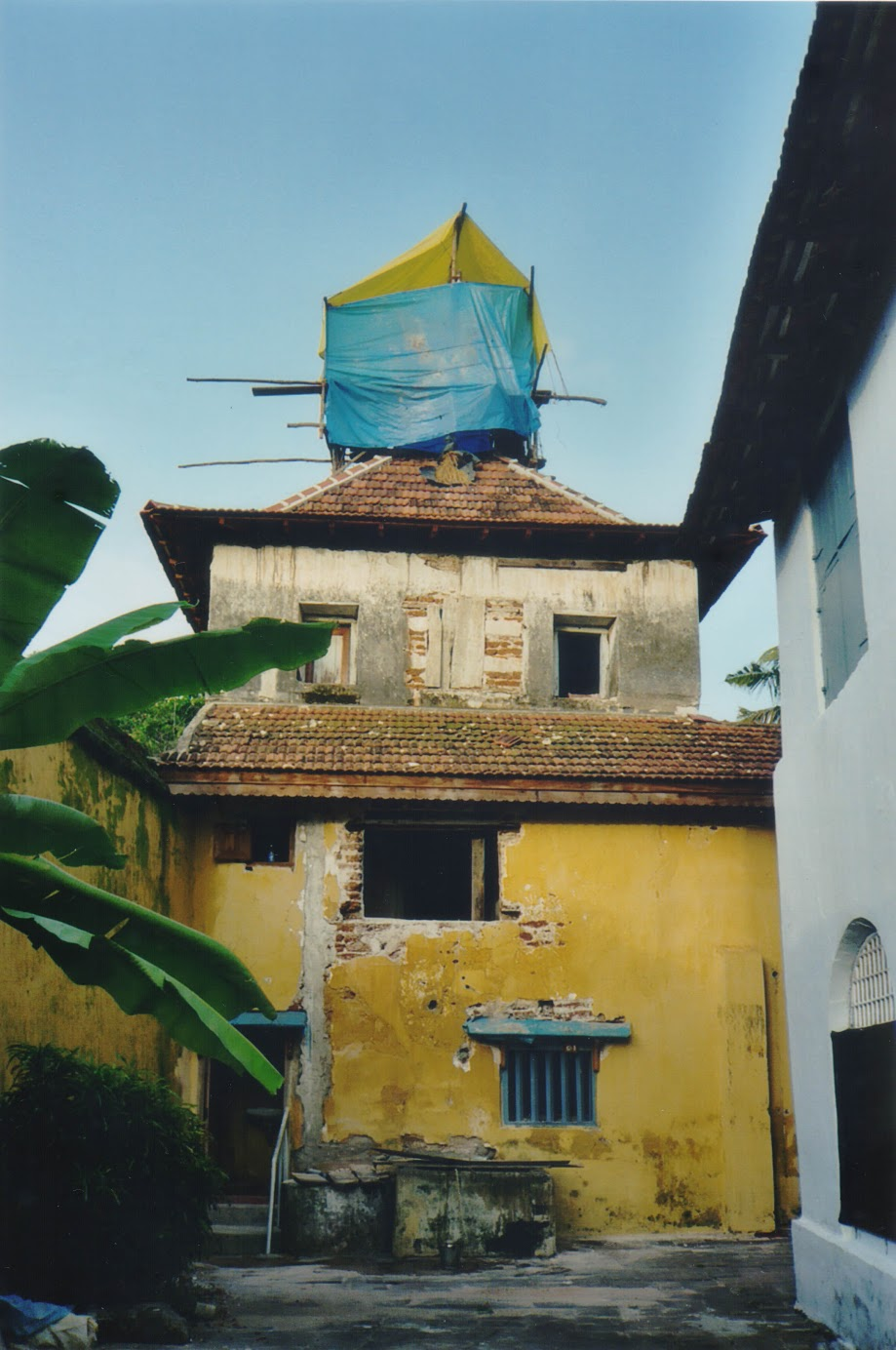
Uhrenturm der Paradesi-Synagoge (2011)
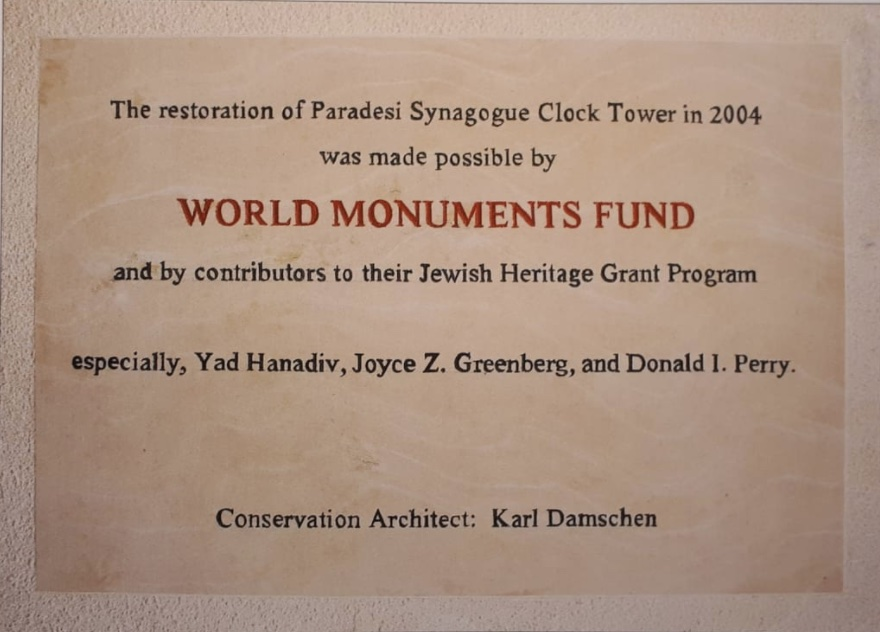
Plakette in der Paradesi-Synagoge
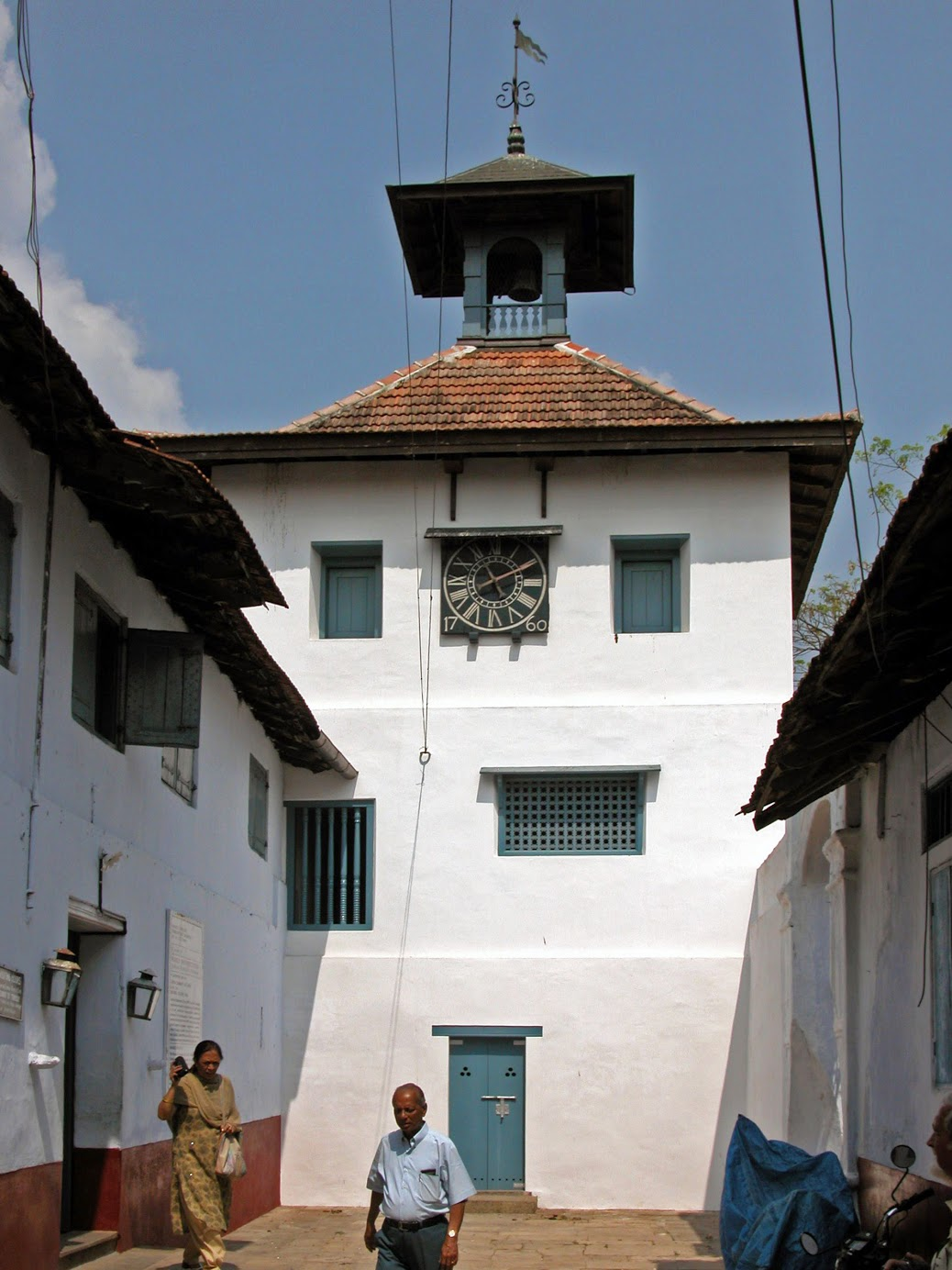
Uhrenturm der Paradesi-Synagoge (2015)

Seit 2013 arbeitet er mit dem jungen indischen Architekten Krishna Varma zusammen (s. Ausgewählte Bauten in Indien).

## Baustil
Während seiner Tätigkeit in der Schweiz ließ sich Karl Damschen vom Meisterarchitekten Le Corbusier inspirieren, dessen Prinzipien der Proportion und des Maßstabs er in seine Projekte übernahm. In Indien erkannte er, dass eine Architektur, die universell die gleiche Sprache verwendet und den Bezug zum Kontext vernachlässigt, zu einer enormen architektonischen Verarmung führt. Er selbst wurde von der reichen Kultur Indiens beeinflusst und führte wieder sorgfältig ausgewählte Ornamente in seine Architektur ein. Seine Bauten orientieren sich an den klimatischen, historischen und soziokulturellen Gegebenheiten eines Ortes. Alle seine Projekte sind als architektonische Einheit geplant, die auch die Innenraum- und Landschaftsgestaltung einschließt, um eine Gesamthomogenität zu gewährleisten.:

„Karl Damschen, the German-Swiss architect of the Brunton Boatyard Hotel, treated history and the town’s current appearance as a spur for developing his design along these historical lines. Damschen, who has been commuting between Bern and Cochin with his wife since 1981, has internalised the genius loci, the spirit of the place and found it a very satisfying task to preserve historical stock and to conduct urban repair.

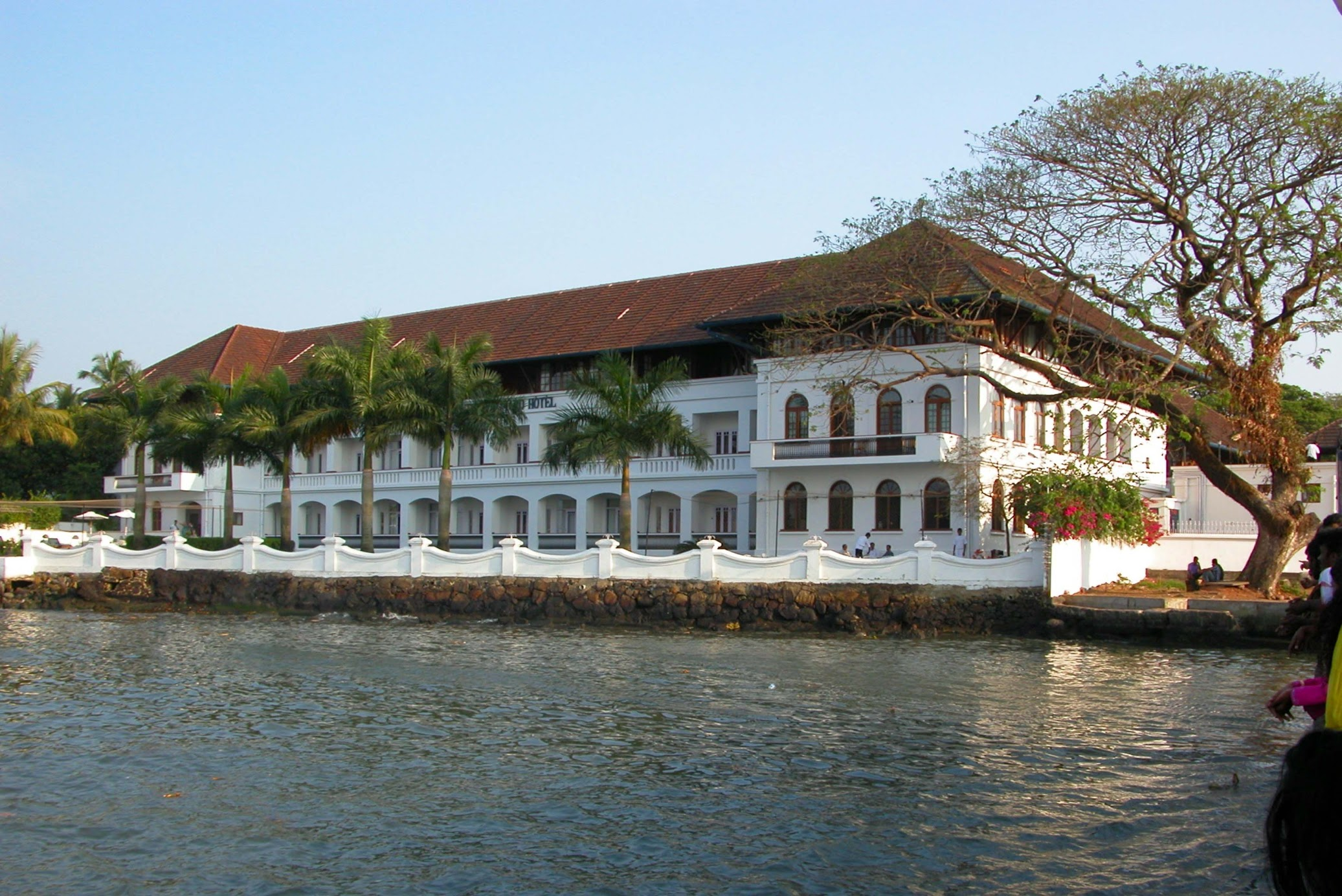
The Brunton Boatyard Hotel
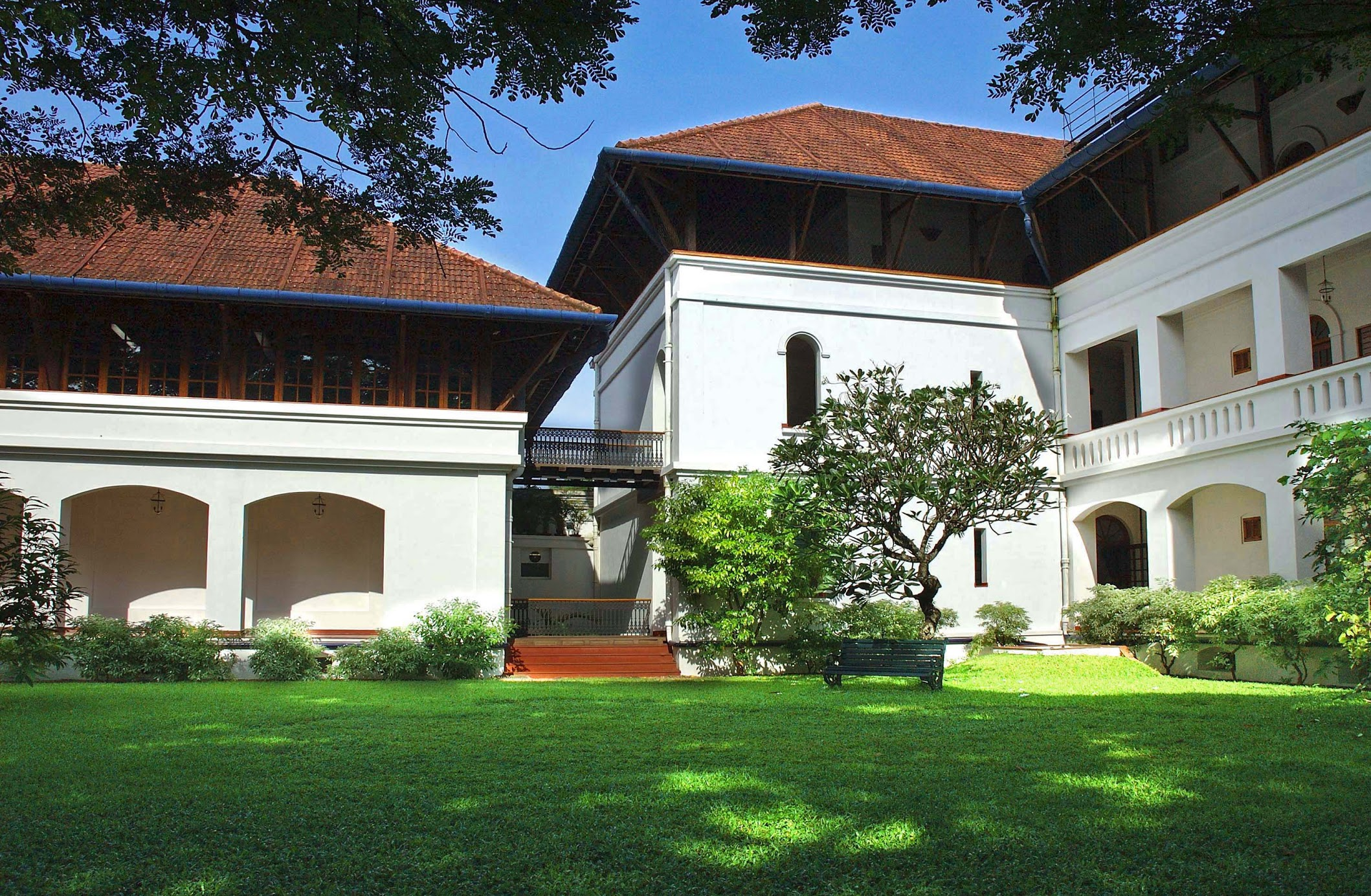
The Brunton Boatyard Hotel

He sees his hotel design as a project of this kind, closing a gap in the town's development, and at the same time critises the unthinking removal of old buildings in favour of new buildings of absolutely no merit. He wanted to express the "value of the old in a new building" (Damschen).(Deutsch: "Karl Damschen, der deutsch-schweizerische Architekt des Brunton Boatyard Hotels, hat die Geschichte und das heutige Erscheinungsbild des Ortes als Ansporn genommen, seinen Entwurf entlang dieser historischen Linien zu entwickeln. Damschen, der seit 1981 mit seiner Frau zwischen Bern und Cochin pendelt, hat den genius loci, den Geist des Ortes, verinnerlicht und empfand es als eine sehr befriedigende Aufgabe, historischen Bestand zu erhalten und Stadtentwicklung zu betreiben. Seinen Hotelentwurf sieht er als ein solches Projekt, das eine Lücke in der Stadtentwicklung schließt, und er kritisiert gleichzeitig die gedankenlose Beseitigung alter Bausubstanz zugunsten völlig wertfreier Neubauten. Er wolle den "Wert des Alten in einem neuen Gebäude" (Damschen) zum Ausdruck bringen."“

Karl Damschen selbst beschrieb das in einem Interview so :

„Bei der Arbeit an Holzhäusern und der Renovierung der jüdischen Synagoge in Kochi wurde mir - wie Charles Correa und Geoffrey Bawa - klar, dass unsere sogenannte moderne Architektur zu einer visuellen Verarmung unserer Städte führt. Um dieser Tendenz entgegenzuwirken, muss die Architektur ihre Wurzeln in der Kultur eines Landes selbst finden, ohne Gefahr zu laufen, zu einer Art Disneyland zu werden. Was ich anstrebe, ist eine Art von zeitloser Architektur, die keine Rücksicht auf zeitgenössische Trends nimmt, da diese möglicherweise nicht überleben.“

## Ausgewählte Bauten

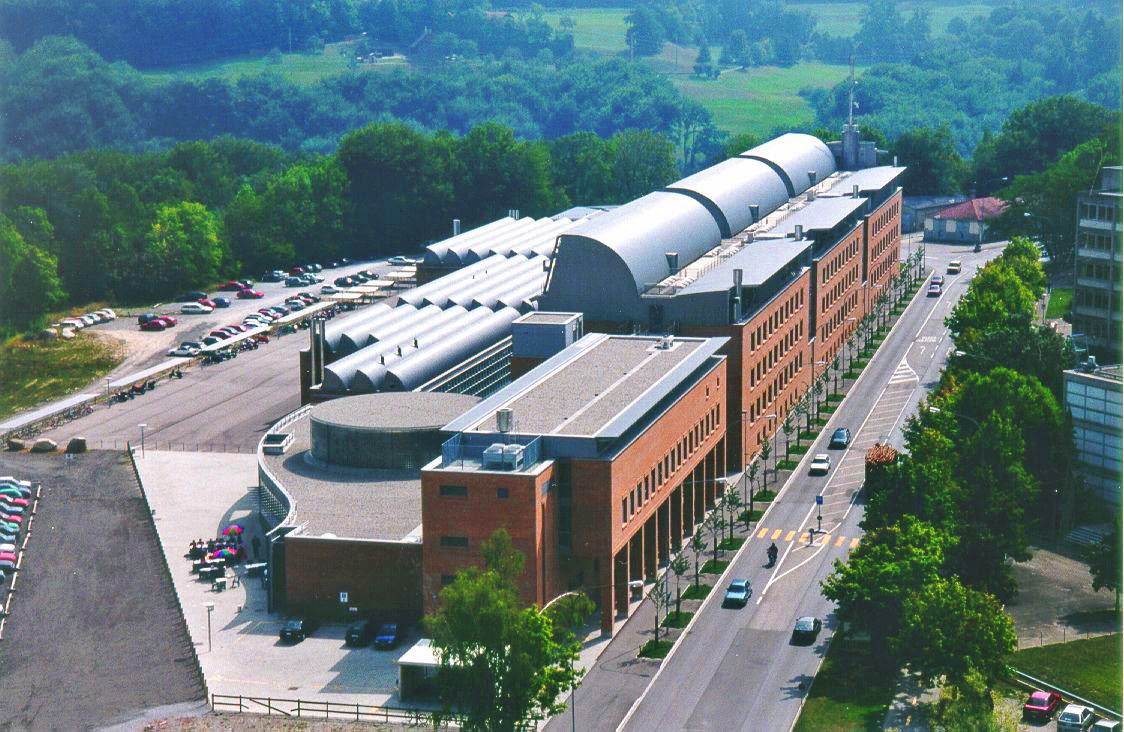
Hochschule für Technik und Architektur Freiburg (1985–1996)

Schweiz und Deutschland
| Zeitraum  | Gebäude                                         | Adresse                        | Kommentar                                    |
| --------- | ----------------------------------------------- | ------------------------------ | -------------------------------------------- |
| 1971–1973 | Helfer Bürogebäude                              | Weltpoststrasse, Bern, Schweiz | Helfer Architekten AG                        |
| 1981–1985 | Ascom Bürogebäude                               | Bolligenstrasse, Bern, Schweiz | Architektur Atelier Damschen                 |
| 1985–1996 | Hochschule für Technik und Architektur Freiburg | Freiburg, Schweiz              | Herren + Damschen, Architekten und Planer AG |
| 2005–2006 | Indian Forum (Kulturzentrum)                    | Schwäbisch Hall, Deutschland   | Architektur Atelier Damschen                 |

Indien
| Zeitraum  | Gebäude                                                                                   | Adresse                                                      | Kommentar                                              |
| --------- | ----------------------------------------------------------------------------------------- | ------------------------------------------------------------ | ------------------------------------------------------ |
| 1982–2000 | Surya Samudra Beach Garden (jetzt Niraamaya Retreats), Bungalow-Hotel                     | Kovalam, Kerala, India                                       | Architektur Atelier Damschen                           |
| 1996–1999 | The Brunton Boatyard (Luxushotel)                                                         | Kochi, Kerala, India                                         | In Zusammenarbeit mit Stapati Architects (Tony Joseph) |
| 2002–2004 | Taj Garden Retreat (Bungalow-Hotel)                                                       | Kumarakom, Kerala, India                                     | Architektur Atelier Damschen                           |
| 2001–2005 | Restaurierung des Uhrenturms der Paradesi-Synagoge für den World Monuments Fund, New York | Jew Town, Kochi, Kerala, India                               | Architektur Atelier Damschen                           |
| 2004–2006 | Restaurierung des Old Harbour Hotel (Boutique Hotel)                                      | Kochi, Kerala, India                                         | Architektur Atelier Damschen                           |
| 2005–2007 | Restaurierung des Visalam Palace (Boutique Hotel)                                         | Kanadukathan, Karaikudy, Tamil Nadu, India                   | Architektur Atelier Damschen                           |
| 2006–2009 | Ethnic Passage (Boutique Shopping-Mall mit Kunstgalerie und Cafè)                         | Kochi, Kerala, India                                         | Architektur Atelier Damschen                           |
| 2010–2012 | Vismaya House (serviced pool villa)                                                       | Cherthala, Kerala, India (in Chenganda am Vembanad Lake)     | Architektur Atelier Damschen                           |
| 2012–2014 | Erneuerung des Kashi Art Cafe                                                             | Fort Kochi, Kerala, India                                    | Architektur Atelier Damschen                           |
| 2013–2014 | Nadulu Hotel – Meriya Heritage. Restaurierung des Heritage-Hotels                         | Kaipamangalam, nahe Guruvayoor, Kerala, India                | Zusammen mit Architekt Krishnan Varma                  |
| 2011–2015 | Restaurierung des Cochin Club (Sport-Club mit Swimming pool)                              | Fort Kochi, Kerala, India                                    | Architektur Atelier Damschen                           |
| 2014–2017 | Baymaas Lake House (serviced pool villa)                                                  | Ernakulam, Kerala India (Cheppanam Island, am Vembanad Lake) | Zusammen mit Architekt Krishnan Varma                  |
| seit 2015 | Restaurierung The Delta Study School                                                      | Fort Kochi, Kerala, India                                    | Zusammen mit Architekt Krishnan Varma                  |

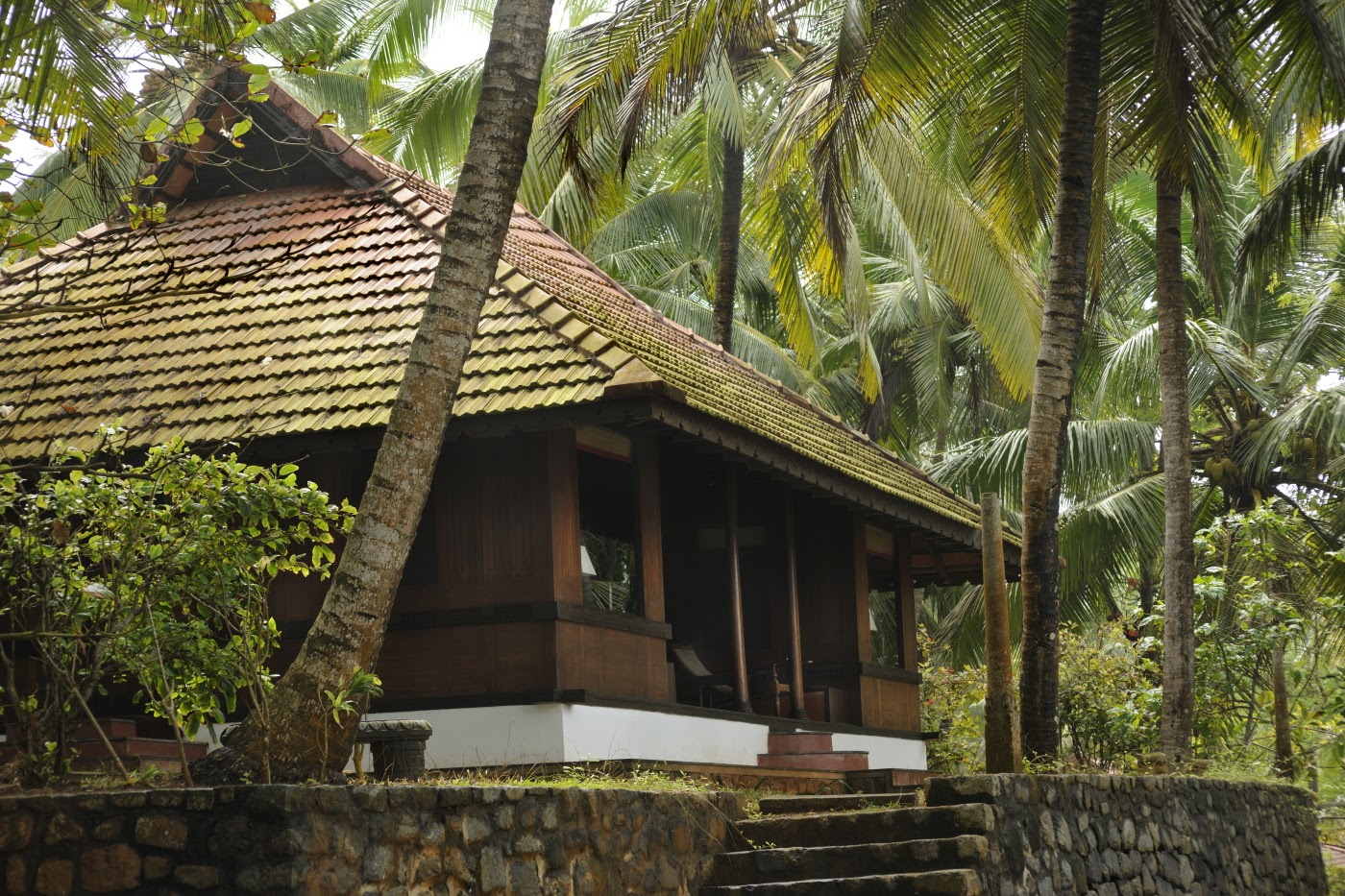
Niraamaya Retreats
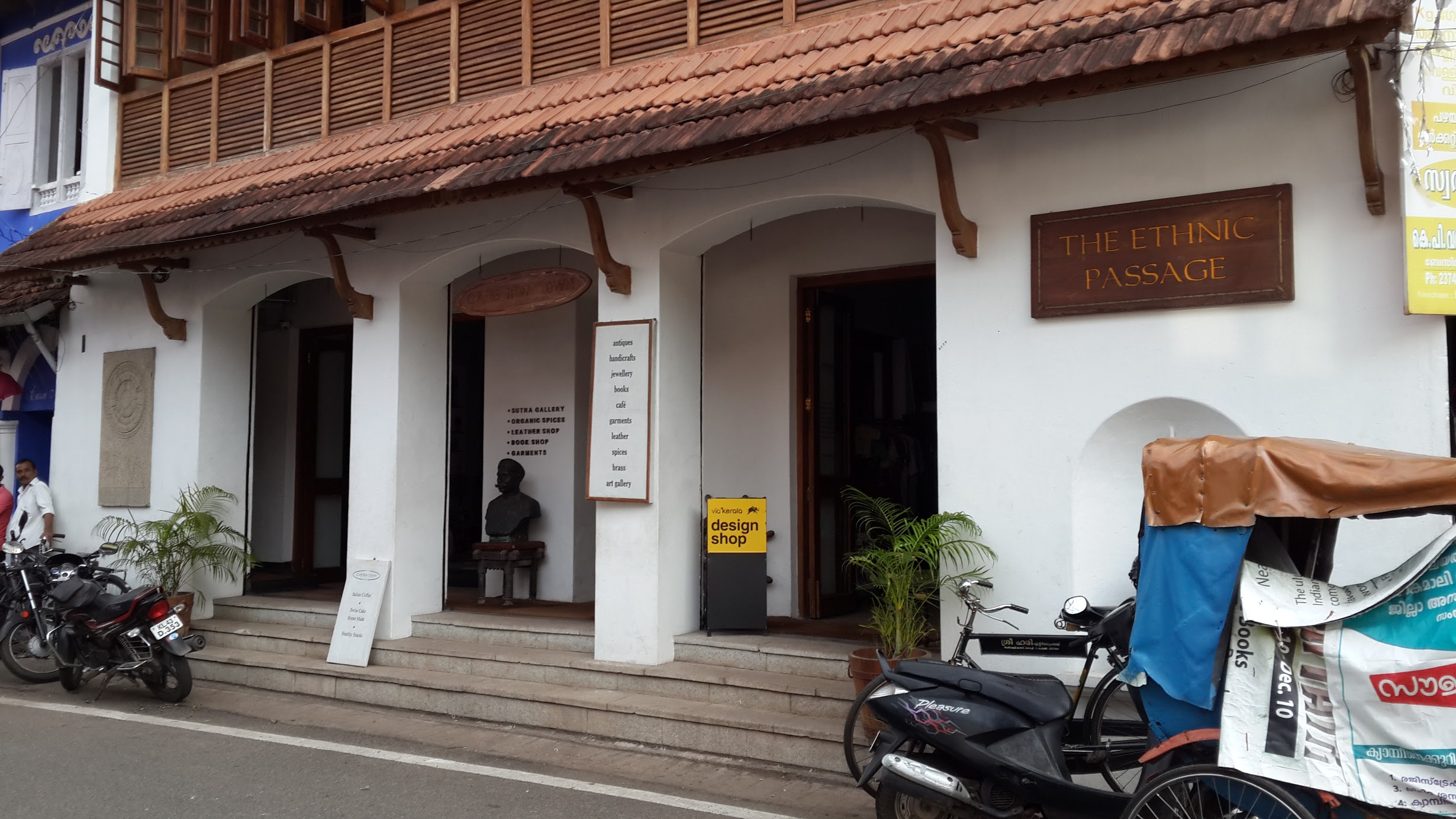
Ethnic Passage in Jew town, Fort Kochi
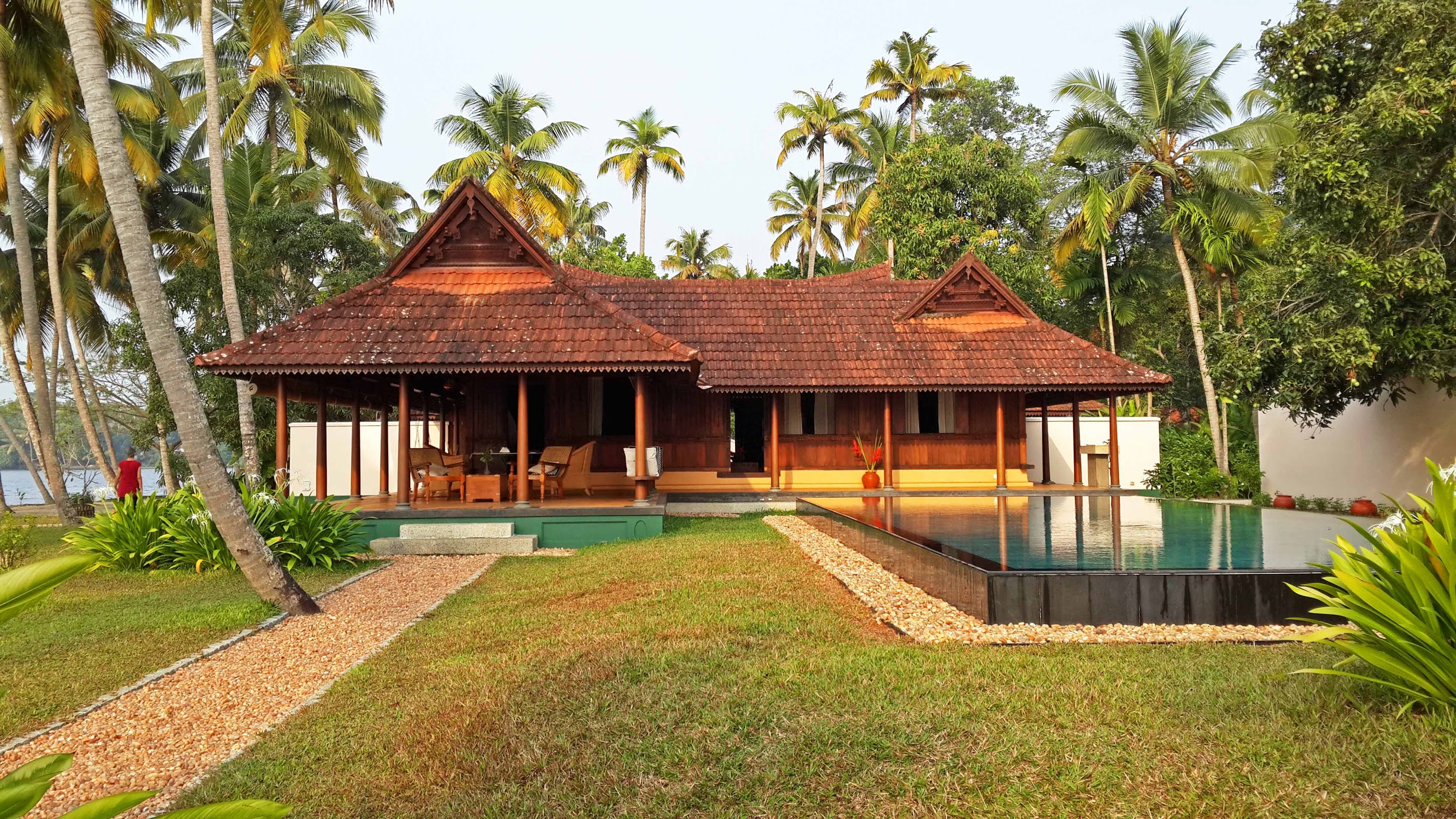
Vismaya Bungalow
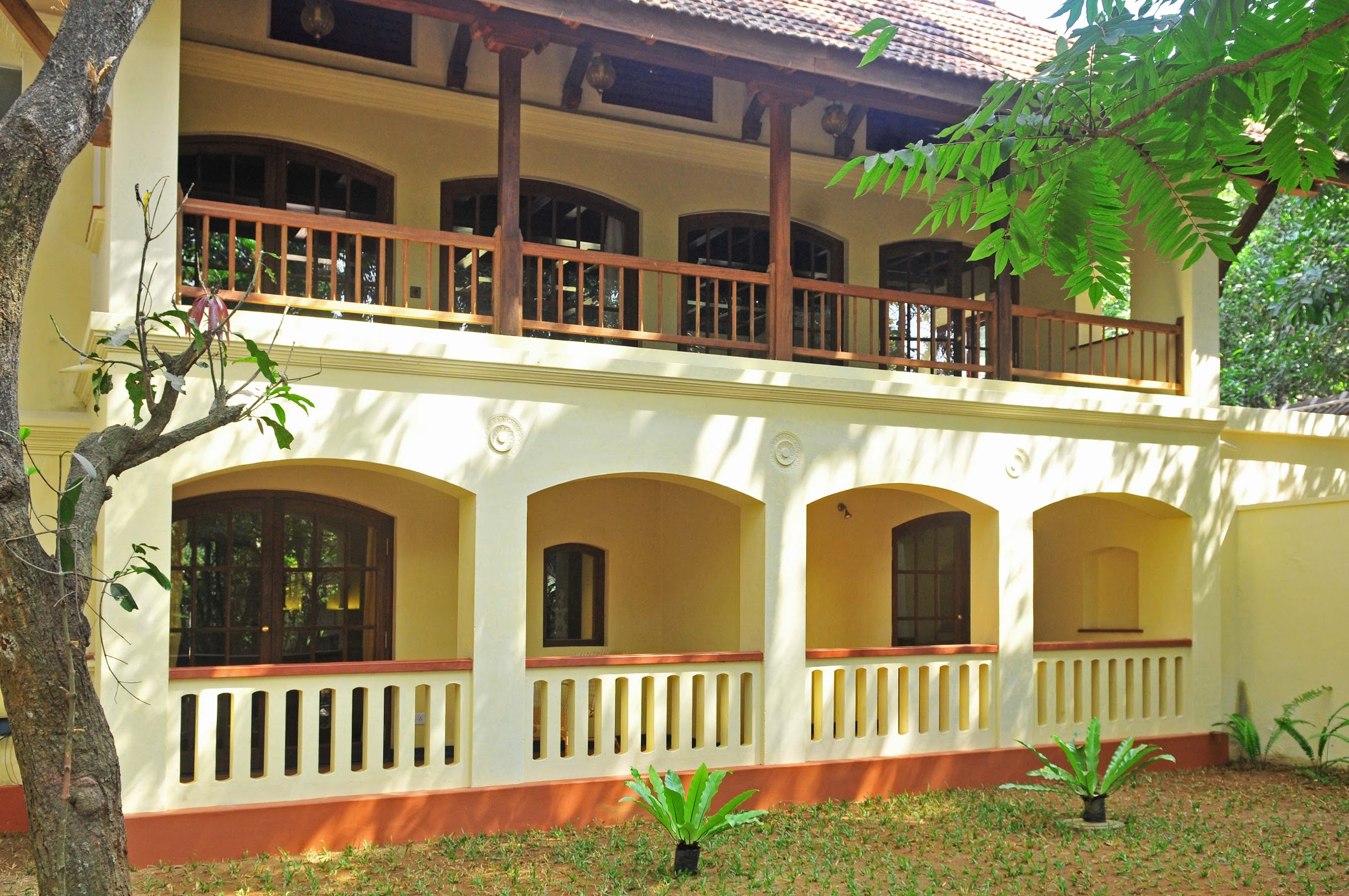
Nadulu Hotel (Rückseite)
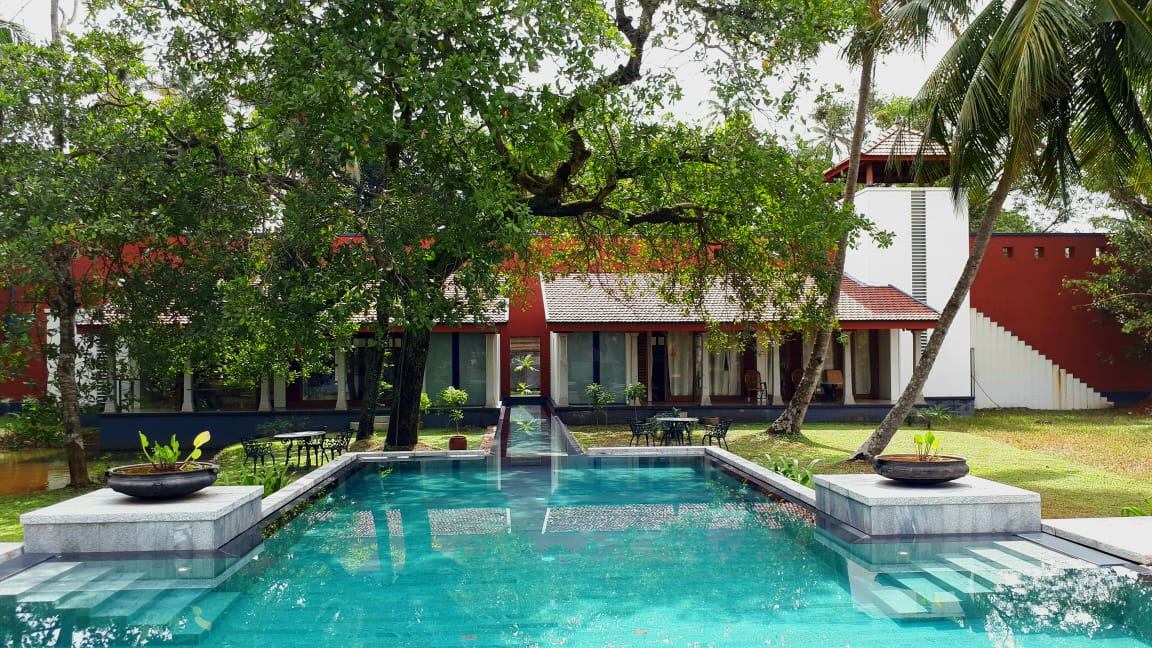
Baymaas Lake House